# 周遜
周遜（1505年—？年），字昌言，号五津，四川成都府成都縣人，四川成都府茂州衛官籍，明朝政治人物。

## 生平
治《易經》，由府學生中式四川鄉試第二名舉人，會試中式第一百五十九名。年五十二歲中式嘉靖三十五年（1556年）丙辰科第二甲第四十二名進士。以疾居家，後徵為刑部主事，累官光禄寺丞、雲南左參議，辭歸。有《五津詩集》。

## 家族
曾祖周瑛，祖周晟，知县；父周武，嫡母王氏；繼母張氏；生母魯氏。弟周述、周选。